# Pacific Palisades (película)
Pacific Palisades es una película de 1990 dirigida por Bernard Schmitt y protagonizada por Sophie Marceau (en su debut en el cine estadounidense), Adam Coleman Howard y Anne E. Curry. Fue filmada en Los Ángeles, California.

## Sinopsis
Una mujer de París, Bernadette, llega a los Estados Unidos después de que se le prometiera un trabajo. Cuando llega, sin embargo, se entera de que es víctima de un engaño. Incapaz de regresar a Francia, Bernadette busca trabajo mientras se queda con su amiga cercana Shirley (Anne Curry), una actriz en busca de su gran oportunidad. Su amistad se pone a prueba cuando Bernadette se enamora del novio de Shirley.

## Reparto
- Sophie Marceau es Bernardette
- Adam Coleman Howard es Ben
- Anne E. Curry es Liza
- Toni Basil es Désirée
- Virginia Capers es Shirley
- Diana Barton es Jill
- Sydney Lassick es el Sr. Beer
- André Weinfeld es Frenchie
- Caroline Grimm es Marion
- Maaike Jansen es Maman
- Farida Khelfa es Julie
- Isabelle Mergault es Sandrine
- Valérie Moureaux es Mimi
- Gérard Surugue es Rémi